# NGC 5409
NGC 5409 (również PGC 49952 lub UGC 8938) – galaktyka spiralna z poprzeczką (SBb), znajdująca się w gwiazdozbiorze Wolarza. Odkrył ją Wilhelm Tempel 25 kwietnia 1883 roku. Jest to galaktyka z aktywnym jądrem typu LINER.
W galaktyce tej zaobserwowano supernową SN 2011is.